# Культурный центр Северный

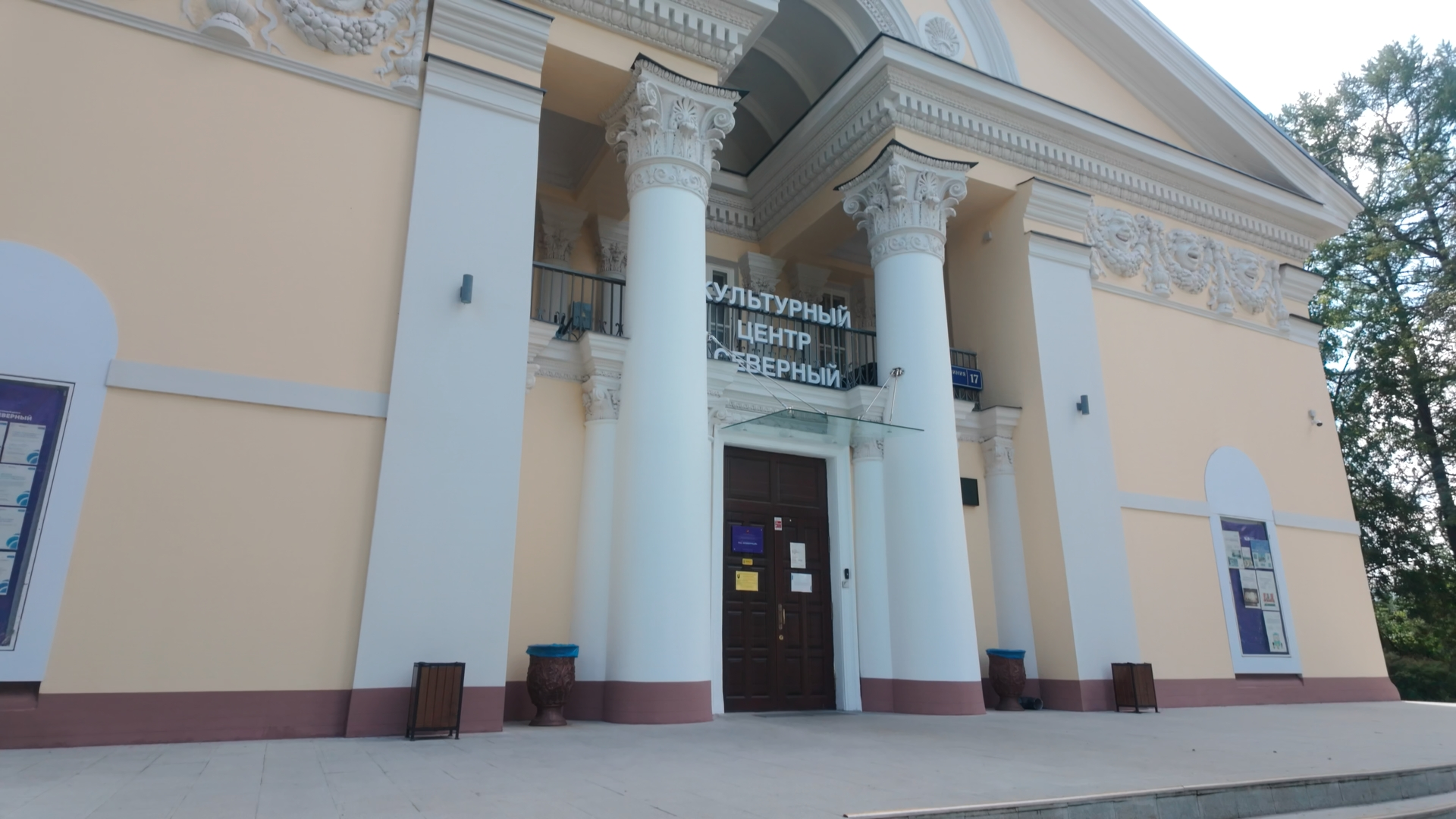
Фасад здания

Культурный центр Северный (ранее — Дом Культуры Северный) — культурный центр в посёлке Северный. Является главным культурным объектом в поселке, в котором регулярно проходят концерты, мероприятия и выставки.
Построен в 1952 году по проекту архитектора Н. Н. Селиванова.

## История
Культурный центр создавался вместе с поселком Северный. Сначала строилась Северная станция водоподготовки, затем поселок для работников станции и затем, в 1952 году и культурный центр, который долгое время был одним из подразделений Северной водопроводной станции, являясь его исторической, культурной частью. В 2020 году были проведены ремонтные работы, в ходе которых реставраторы воссоздали лепнину здания.

## Архитектура
Культурный центр, как и вся старая часть поселка, построен в стиле Сталинского ампира. За основу был взят типовой проект кинотеатра известного архитектора Зои Осиповны Брод, который архитектор Н. Н. Селиванов значительно переработал, украсив парадный фронтон аркой.

## Деятельность
Во время праздников, посвященных празднованию Масленицы, Нового года, 8 марта, 9 мая на территории центра проходят торжественные мероприятия, которые посещают большая часть жителей поселка Северный
На момент 2025 года культурный центр насчитывает 20 клубных формирований — кружки, секции, клубы. Среди которых — ведущий творческий коллектив города Москвы "Хореографический ансамбль народного танца «Каблучок», студия декоративно-прикладного искусства «Девчата», ведущий творческий коллектив города Москвы Студия исторического бального танца «Северные зори», студия брейк-данс «Язык тела», студия гитарного мастерства и импровизации Rockstar, детская театральная студия «Софит», хореографический коллектив «Топотушки».
Часто культурный центр Северный служит площадкой для съемок кино. В нем снимали следующие фильмы: «Семнадцать мгновений весны», «Демон революции», «Дар», «Тупой жирный заяц», сериал «Две судьбы», клип Сергея Лазарева «Lucky Stranger».